# Köhler (Familienname)
Köhler bzw. Koehler ist ein deutscher Familienname.

## Herkunft und Bedeutung
Der Familienname Köhler geht auf den Beruf des Köhlers zurück.

## Namensträger

### A
- Achim Köhler (* 1964), deutscher Politiker
- Adolf Koehler (1882–1941), deutscher Montanindustrieller und Industriemanager
- Adolf Köhler (1925–2016), deutscher Geograf und Hochschullehrer
- Alban Köhler (1874–1947), deutscher Radiologe
- Albert Köhler (Mediziner) (1850–1936), deutscher Chirurg und Hochschullehrer
- Albert Köhler (Politiker) (1886–1955), deutscher Politiker (SPD)
- Alexander Köhler (Politiker) (1756–1832), deutscher Bergrechtler und Politiker, Bürgermeister von Freiberg
- Alexander Köhler (Organist), baltendeutscher Organist
- Alexander Köhler (Buchhändler) (1844–1899), deutscher Buchhändler
- Alexander Köhler (Mineraloge) (1893–1955), österreichischer Petrograph und Mineraloge
- Alfred Köhler (Jurist) (1883–1945), deutscher Jurist und Richter
- Alfred Köhler (Fußballspieler), deutscher Fußballspieler
- Alfred Köhler (Politiker) (1912/1913–2012), deutscher Verwaltungsbeamter und Politiker (SPD)
- Alfred Köhler (Schiedsrichter) (* 1936), deutscher Fußballschiedsrichter
- André Köhler (* 1965), deutscher Fußballspieler
- Andrea Köhler (Journalistin) (* 1957) deutsche Journalistin und Literaturkritikerin
- Andrea Köhler, Geburtsname von Andrea Wicklein (* 1958), deutsche Politikerin (SPD)
- Andreas Köhler (Politiker) (* 1954), deutscher Politiker (SPD)
- Andreas Köhler (Mediziner) (* 1960), deutscher Ärztefunktionär
- Andreas Köhler (Fußballspieler) (* 1963), deutscher Fußballspieler
- Andreas Köhler (Kameramann) (* 1974), deutscher Kameramann
- Andreas Köhler (Schauspieler) (* 1981), deutscher Schauspieler
- Angelina Köhler (* 2000), deutsche Schwimmerin
- Anna Köhler (Physikerin) (* 1970), deutsche Physikerin und Hochschullehrerin
- Anna Köhler (* 1993), deutsche Bobfahrerin
- Anne Köhler (* 1978), deutsche Autorin
- Annett Köhler (* 1978), deutsche Skeletonpilotin
- Annette G. Köhler (* 1967), deutsche Ökonomin und Hochschullehrerin
- Anno Koehler (* 1963), deutscher Schauspieler
- Anton Köhler (Politiker, 1585) (1585–1657), deutscher Politiker, Bürgermeister von Lübeck
- Anton Köhler (Musiker) (1865–1939), deutsch-böhmischer Dirigent und Komponist
- Anton Köhler (Politiker) (1888–1969), deutsch-tschechoslowakischer Politiker
- Armin Köhler (1952–2014), deutscher Musikwissenschaftler
- Arne Köhler (* 1986), deutscher Theaterwissenschaftler, Autor und Regisseur
- Arno Köhler (1885–1929), deutscher Politiker (SPD)
- Arthur Köhler (1877–nach 1942), deutscher Bibliothekar und Regierungsrat
- Arthur Koehler (1885–1967), US-amerikanischer Holztechnologe
- Astrid Köhler (* 1965), deutsche Germanistin und Autorin
- August Köhler (Pädagoge) (1821–1879), deutscher Kindergartenpädagoge
- August Köhler (Theologe) (1835–1897), deutscher lutherischer Theologe
- August Köhler (Gouverneur) (1858–1902), deutscher Kolonialbeamter, Gouverneur von Togoland
- August Köhler (Optiker) (1866–1948), deutscher Physiker und Optiker
- August Köhler (Jurist) (1868–1939), deutscher Jurist und Hochschullehrer
- August Köhler (Maler) (1881–1964), deutscher Maler
- Axel Köhler (* 1960), deutscher Sänger (Countertenor) und Musikhochschulrektor
- Ayyub Axel Köhler (* 1938), deutscher muslimischer Funktionär

### B
- Barbara Köhler (1959–2021), deutsche Lyrikerin, Essayistin und Übersetzerin
- Barbara Köhler (Schauspielerin) (* 1968), deutsche Schauspielerin, Sängerin, Musicaldarstellerin und Theaterautorin
- Bärbel Beinhauer-Köhler (* 1967), deutsche Religionswissenschaftlerin und Islamwissenschaftlerin
- Basilius Köhler, deutscher Kreuzkantor
- Benjamin Köhler (* 1980), deutscher Fußballspieler
- Benjamin Friedrich Köhler (1730–1796), deutscher Kirchenlieddichter
- Benno Köhler (1883–1951), deutscher Jurist
- Bernd Köhler (Psychologe) (* 1942), deutscher Hochschullehrer für Sozialpsychologie
- Bernd Köhler (Sänger) (* 1951), deutscher Musiker, Grafiker und Polit-Aktivist
- Bernd Köhler (* 1957), deutscher Fußballspieler
- Bernhard Köhler (Sänger) (1847–1919), deutscher Sänger (Bass)
- Bernhard Koehler (1849–1927), deutscher Industrieller und Kunstmäzen
- Bernhard Köhler (Politiker) (1882–1939), deutscher Politiker (NSDAP) und Parteifunktionär
- Bodo Köhler (1928–2005), deutscher Fluchthelfer; siehe Girrmann-Gruppe
- Brigitte Köhler-Kliefert (1924–2001), deutsche Malerin und Grafikerin
- Brigitte Langnickel-Köhler, deutsche Harfenistin
- Bruno Köhler (1900–1989), tschechoslowakischer Politiker

### C
- Carl Koehler (Carl August Koehler; 1855–1932), deutscher Mathematiker
- Carl Köhler (Maler) (1919–2006), schwedischer Maler und Zeichner
- Carl Heinrich Adolph Köhler (1810–1875), deutscher Politiker, Mitglied der Frankfurter Nationalversammlung
- Charlotte Köhler (Schauspielerin) (1892–1977), niederländische Schauspielerin
- Charlotte Köhler (Leichtathletin) (1907–nach 1928), deutsche Leichtathletin
- Charlotte Köhler (1907–1951), deutsche Parteifunktionärin (Ost-CDU) und SMT-Verurteilte, siehe Erwin Köhler
- Christa Köhler (* 1951), deutsche Wasserspringerin
- Christian Köhler (Maler) (1809–1861), deutscher Maler
- Christian August Friedrich Köhler (1779–1827), königlich-preußischer Major und Oberlandesgerichtsrat
- Christian Philipp Koehler (1778–1842), deutscher Beamter
- Christiane Köhler (* 1988), deutsche Sportschützin
- Christoph Köhler (Organist, 1673) (1673–1743), baltendeutscher Organist
- Christoph Köhler (Organist, 1713) (1713–1790), baltendeutscher Organist
- Christoph Köhler (* 1950), deutscher Sozialwissenschaftler
- Christopher-Fares Köhler (* 1987), deutsch-jordanischer Regisseur, Dramaturg und Übersetzer
- Claudia Köhler (Politikerin) (* 1966), deutsche Politikerin (Bündnis 90/Die Grünen)
- Claudia Köhler (Molekularbiologin) (* 1971), deutsche Molekularbiologin
- Claudia Köhler (Tänzerin) (* 1981), deutsche Tänzerin, Teil des Tanzpaars Benedetto Ferruggia und Claudia Köhler
- Claus Köhler (1928–2025), deutscher Volkswirt
- Corinna Köhler (* 1964), deutsche Politikerin (SPD)

### D
- Daniela Köhler, deutsche Sopranistin
- Detlef Köhler (1962–2016), deutscher Schriftsteller
- Dieter Köhler (Radsportler) (1928–2013), deutscher Radrennfahrer
- Dieter Köhler (Tischtennisspieler) (* 1938), deutscher Tischtennisspieler
- Dieter Köhler (Mediziner) (Heinz Dieter Köhler; * 1948), deutscher Ingenieur und Pneumologe
- Dieter Köhler (Philosoph) (* 1969), deutscher Philosoph
- Diethard Köhler (1926–1987), deutscher Biologe, Ethnologe und Hochschullehrer
- Doris Köhler (* 1975), österreichische Boxerin und Kickboxerin
- Doris Bischof-Köhler (* 1936), deutsche Psychologin
- Dorothea Köhler (* 1943), deutsche Dirigentin und Musikpädagogin

### E
- Eberhart Köhler (1929–1995), deutscher Elektrotechniker
- Eduard Köhler (Sänger) (1815–1880), deutscher Sänger (Tenor)
- Eduard Köhler (1822–1882), deutscher Baumeister und Architekt
- Eilert Köhler (um 1710–1751), deutscher Orgelbauer
- Elisabeth Köhler (* 1955), deutsche Politikerin (Bündnis 90/Die Grünen)
- Elisabeth Knoll-Köhler (* 1938), deutsche Pharmakologin und Hochschullehrerin
- Elsa Köhler (1879–1940), österreichische Pädagogin
- Emil Köhler (Maler) (Koszinskow; um 1815–1876), deutscher Maler und Lithograf
- Emil Köhler (Politiker) (1832–1924), deutscher Politiker
- Emil Köhler (Musikpädagoge), deutscher Musikpädagoge und Konzertmeister
- Emil Köhler (Komponist) (1895–1977), deutscher Komponist, Arrangeur und Autor
- Emmy Köhler (1858–1925), schwedische Komponistin und Dichterin
- Emmy Köhler-Richter (1918–2013), deutsche Balletttänzerin und Choreografin
- Erich Köhler (Marineoffizier) (1873–1914), deutscher Marineoffizier
- Erich Köhler (Tiermediziner) (1885–1955), deutscher Tiermediziner
- Erich Köhler (Manager) (1888–1952), deutscher Industriemanager
- Erich Köhler (Botaniker) (1889–1985), deutscher Phytopathologe
- Erich Köhler (1892–1958), deutscher Politiker (DVP, CDU), MdB
- Erich Köhler (Gewerkschafter), deutscher Gewerkschafter und Politiker, MdL Thüringen
- Erich Köhler (Romanist) (1924–1981), deutscher Romanist und Literaturwissenschaftler
- Erich Köhler (Autor) (1928–2003), deutscher Schriftsteller
- Erich Köhler (Regisseur), deutscher Hörspielregisseur
- Ernesto Köhler (1849–1907), Flötist und Komponist
- Ernst Köhler (General) (1774–1829), Generalmajor in der Hessen-kasselschen Armee
- Ernst Köhler (Musiker) (1799–1847), deutscher Organist und Komponist
- Ernst Köhler (Volkskundler) (1829–1903), deutscher Lehrer, Naturwissenschaftler und Volkskundler
- Ernst Köhler (Jurist) (1856–1924), deutscher Verwaltungsjurist
- Ernst Koehler (Politiker) (1890–1972), deutscher Winzer und Politiker (SPD)
- Ernst Köhler (Historiker) (* 1939), deutscher Historiker
- Ernst Köhler-Haußen (1872–1946), deutscher Journalist und Schriftsteller
- Ernst Friedrich Köhler (1788–1851), deutscher lutherischer Geistlicher
- Erwin Köhler (Politiker, 1901) (1901–1951), deutscher Politiker (CDU)
- Erwin Köhler (Politiker, 1995) (* 1995), deutscher Politiker (Bündnis 90/Die Grünen)
- Eugen Köhler (1878–1942), Verwaltungssekretär und Gemeinderat
- Eva Köhler (Politikerin) (* 1983), deutsche Politikerin (SPD)
- Eva Christiana Köhler (* 1964), deutsche Ägyptologin
- Eva Luise Köhler (* 1947), Ehefrau des deutschen Bundespräsidenten Horst Köhler

### F
- Fanny Köhler (* 1998), deutsche Schauspielerin
- Felix Köhler (* 1984), deutscher Triathlet
- Florian Köhler (Maler) (1935–2013), deutscher Maler, Zeichner und Grafiker
- Florian Köhler (Politiker) (* 1994), deutscher Politiker (AfD), Landtagsabgeordneter in Bayern
- Frank Köhler (* 1971), deutsch-australischer Malakologe
- Franz Köhler (Pädagoge) (1840–1919), deutscher Altphilologe, Lehrer und Bibliothekar
- Franz von Köhler (1847–1914), österreichischer Generalmajor
- Franz Köhler (Gewerkschafter) (1873–1941), deutscher Gewerkschaftsfunktionär
- Franz Köhler (Fußballspieler) (1901–1982), österreichischer Fußballspieler und -trainer
- Franz Köhler (Gauamtsleiter) († nach 1936), deutscher Parteifunktionär (NSDAP)
- Franz Eugen Koehler (1805–1872), deutscher Verleger
- Frederick Koehler (* 1975), amerikanischer Schauspieler
- Friedhelm Köhler (* 1957), deutscher Psychologe und Unternehmensberater
- Friedrich Köhler (Pfarrer) (1817–1898), deutscher Theologe und Pfarrer
- Friedrich Köhler (Übersetzer), deutscher Übersetzer
- Friedrich Köhler (Erzgießer), deutscher Erzgießermeister
- Friedrich Arthur Köhler (1832–1919), königlich preußischer Generalleutnant
- Friedrich August Köhler (1768–1844), deutscher Theologe, Sammler, Chronist und Reiseschriftsteller
- Friedrich Wilhelm Köhler (1740–1798), deutscher Pfarrer und Chronist
- Friedrich Wilhelm Simons-Köhler (1802–1856), deutscher Unternehmer und Politiker
- Fritz Köhler (Maler, 1887) (1887–1972), deutscher Maler
- Fritz Köhler (Widerstandskämpfer) (1895–1944),  deutscher kommunistischer Widerstandskämpfer gegen das Naziregime
- Fritz Köhler (Politiker) (1903–1962), deutscher Politiker (SPD), MdL Baden-Württemberg
- Fritz Köhler (Maler, 1921) (* 1921), deutscher Maler
- Fritz Köhler (Maler, 1928) (1928–2016), tschechisch-deutscher Maler, Grafiker und Bildhauer
- Fritzi Köhler-Geib (* 1978), deutsche Volkswirtin

### G
- Georg Köhler (Schauspieler) (1847–nach 1902), deutscher Schauspieler
- Georg Köhler (Fußballspieler) (1900–1972), deutscher Fußballspieler und -trainer
- Georg Johann Köhler (1890–1944), deutscher Maler und Grafiker
- Georg Ludwig Egidius von Köhler (1734–1811), deutscher General der Kavallerie
- Georg Wilhelm Köhler (1874–1929), deutscher Maschinenbauingenieur und Hochschullehrer
- Georges J. F. Köhler (1946–1995), deutscher Biologe und Immunologe
- Georgine Köhler (1846–1903), deutsche Schriftstellerin
- Gerald Köhler (* 1969), deutscher Spieledesigner
- Gerald Köhler (Theaterwissenschaftler) (* 1959), deutscher Theaterwissenschaftler
- Gerd Köhler (* 1944), deutscher Gewerkschafter
- Gerhard Köhler (Maler, 1923) (1923–1974), deutscher Maler
- Gerhard Köhler (Maler, 1928) (* 1928), deutscher Maler
- Gerhard Köhler (Leichtathlet) (1937–2021), deutscher Leichtathlet und Leichtathletiktrainer
- Gerhard Köhler (Jurist) (* 1937), deutscher Kriminalbeamter
- Gerhard Köhler (Fußballspieler) (* 1955), deutscher Fußballspieler
- Gerhard Köhler (Unternehmer) (* 1956), deutscher Unternehmer und Schachspieler
- Gerhard Köhler (Bobfahrer) (* 1978), österreichischer Bobfahrer
- Gitte Köhler (* 1985), deutsche Badmintonspielerin
- Gordon Köhler (* 1987), deutscher Politiker (AfD), MdL Sachsen-Anhalt
- Gotthart Köhler (1909–2006), deutscher Elektrotechniker
- Gregor Köhler (1733–1819), deutscher Benediktinerpater und Theologe
- Gundolf Köhler (1959–1980), deutscher Attentäter
- Günter Köhler (Journalist) (* 1932), deutscher Journalist und Autor
- Günter Köhler (Ingenieur) (* 1941), deutscher Ingenieur und Hochschullehrer
- Günter Köhler (Mediziner) (* 1944), deutscher Gynäkologe und Hochschullehrer
- Günter Köhler (Entomologe) (* 1950), deutscher Entomologe und Hochschullehrer
- Günther Köhler (Geograph) (1901–1958), deutscher Geograph und Hochschullehrer
- Günther Köhler (Maler) (1922–2003), deutscher Maler
- Günther Koehler (1923–2002), deutscher Agrarwissenschaftler und Wirtschaftsfunktionär
- Gunther Köhler (1965–2025), deutscher Herpetologe
- Gustav Köhler (Historiker) (1806–1865), deutscher Historiker
- Gustav Köhler (General) (1818–1896), deutscher Generalleutnant
- Gustav Köhler (Bergbaukundler) (1839–1923), deutscher Bergbaukundler und Hochschullehrer
- Gustav Köhler (Maler) (1859–1922), deutscher Maler
- Gustav Köhler (Landrat) (1865–1947), deutscher Verwaltungsbeamter
- Gustav Köhler (Bildhauer) (1884–1960), deutscher Bildhauer
- Gustav Köhler (Politiker) (1885–1952), deutscher Politiker (KPD)

### H
- Hanna Köhler (1944–2011), deutsche Schauspielerin
- Hanne Köhler (* 1958), deutsche Theologin
- Hannelore Köhler (1929–2019), deutsche Malerin, Zeichnerin und Bildhauerin
- Hanns Köhler (* vor 1955), deutscher Ingenieur und Hochschullehrer
- Hanns Erich Köhler (1905–1983), deutscher Karikaturist
- Hans Köhler (Sänger) (1842–1880), österreichischer Opernsänger (Bass)
- Hans Köhler (Architekt, 1872) (1872–1929), deutscher Architekt
- Hans Köhler (Architekt, 1907) (1907–1998), deutscher Architekt und Baubeamter
- Hans Köhler (Mediziner, 1908) (auch Hans Koehler; 1908–1973), deutscher Dermatologe und Hochschullehrer
- Hans Köhler (Theologe) (1911–1986), deutscher evangelischer Theologe und Hochschullehrer
- Hans Köhler (Maler) (1922–2011), deutscher Maler und Grafiker
- Hans Köhler (Schwimmer) (1936–2020), deutscher Schwimmer
- Hans Köhler (Mediziner, 1941) (1941–2024), deutscher Internist, Nephrologe und Hochschullehrer
- Hans Israel-Köhler (1902–1970), deutscher Geophysiker, Meteorologe und Hochschullehrer
- Hans Georg Koehler (* 1968), deutscher Künstler
- Hans Joachim Köhler (Hippologe) (1917–1997), deutscher Hippologe und Autor
- Hans Joachim Köhler (Musikwissenschaftler) (* 1936), deutscher Musikwissenschaftler
- Hans-Ulrich Köhler (* 1944), deutscher Politiker (CDU), MdV, MdB
- Hans-Uwe L. Köhler (1948–2022), deutscher Autor, Redner und Verkaufstrainer
- Harriet Köhler (* 1977), deutsche Schriftstellerin
- Hartmut Köhler (1940–2012), deutscher Romanist und Übersetzer
- Hartmut Koehler, deutscher Biologe, Ökologe und Hochschullehrer
- Heike Koehler (* 1967), deutsche Politikerin (CDU)
- Heinrich Köhler (Kaufmann) (1495–1563), deutscher Kaufmann und Politiker
- Heinrich Köhler (Politiker, 1576) (1576–1641), deutscher Politiker, Bürgermeister von Lübeck
- Heinrich Köhler (Philosoph) (1685–1737), deutscher Philosoph, Staatswissenschaftler und Hochschullehrer
- Heinrich Köhler (Sänger) (1814–1910), deutscher Opernsänger (Tenor), Schauspieler und Gesangspädagoge
- Heinrich Köhler (Forstmann) (1823–1898), deutscher Forstmann
- Heinrich Köhler (Admiral) (1824–1882), deutscher Konteradmiral
- Heinrich Köhler (Architekt) (1830–1903), deutscher Architekt und Hochschullehrer
- Heinrich Köhler (Unternehmer) (1836–1907), deutscher Ingenieur und Unternehmer
- Heinrich Köhler (Schriftsteller) (1852–1920), deutscher Schriftsteller
- Heinrich Köhler (Politiker, 1859) (1859–1924), deutscher Politiker (NLP, DVP)
- Heinrich Köhler (Architekt, 1874) (1874–1948), deutscher Architekt
- Heinrich Köhler (Politiker, 1878) (1878–1949), deutscher Politiker (Zentrum, CDU)
- Heinrich Köhler (Philatelist) (1881–1945), deutscher Philatelist
- Heinrich Köhler (Politiker, 1895) (1895–1967), deutscher Politiker und Manager
- Heinrich Köhler (Diplomat) (1903–1983), deutscher Diplomat
- Heinrich Köhler-Helffrich (1904–1960), deutscher Opern- und Festspielintendant
- Heinrich Anton Köhler (1784–1858), deutscher Pfarrer
- Heinrich Gottlieb Köhler (1779–1849), deutscher Mathematiker und Hochschullehrer
- Heinrich Karl Ernst Köhler (1765–1838), deutscher Klassischer Archäologe und Numismatiker
- Heinrich Wilhelm Köhler (1823–1898), deutscher Forstmann
- Heinz Köhler (Verleger) (1928–1986), deutscher Verleger
- Heinz Köhler (Publizist) († 2014), deutscher Publizist
- Heinz Köhler (* 1942), deutscher Politiker (SPD)
- Heinz Dieter Köhler (1926–2019), deutscher Hörspiel- und Theaterregisseur
- Helga Köhler (1925–2014), deutsche Springreiterin
- Helmut Köhler (Politiker) (1928–2009), deutscher Politiker (SPD)
- Helmut Köhler (Heimatforscher, 1930) (1930–2012), deutscher Lehrer und Heimatforscher
- Helmut Köhler (Chemiker) (1931–1990), deutscher Chemiker
- Helmut Köhler (Rechtswissenschaftler) (* 1944), deutscher Rechtswissenschaftler und Hochschullehrer
- Helmut Köhler (Heimatforscher, 1945) (* 1945), deutscher Heimatforscher
- Henning Köhler (Drucker) (1599–1656), deutscher Buchdrucker
- Henning Köhler (Schauspieler) (1933–2004), deutscher Schauspieler
- Henning Köhler (Historiker) (* 1938), deutscher Historiker
- Henning Köhler (Heilpädagoge) (1951–2021), deutscher Heilpädagoge und Autor
- Henriette Köhler (1813–1890), deutsche Schriftstellerin
- Henry Köhler (1964–2013), deutscher Dokumentarfilmregisseur
- Herbert Köhler (1906–1982), deutscher Dichter
- Herbert Köhler (Kunsthistoriker) (* 1953), deutscher Kunsthistoriker und Kurator
- Herbert W. Köhler (1919–2001), deutscher Politiker (CDU)
- Hermann Koehler (Bankier) (1876–1943), deutscher Bankier
- Hermann Köhler (Mediziner, 1885) (1885–1961), deutscher Gynäkologe und Chirurg
- Hermann Köhler (Widerstandskämpfer) (1906–1945), österreichischer Widerstandskämpfer
- Hermann Köhler (Leichtathlet) (* 1950), deutscher Leichtathlet
- Hermann Adolph Köhler (1834–1879), deutscher Mediziner und Chemiker
- Hieronymus Köhler (1713–1774), deutscher Rechtsanwalt und Amtmann
- Horst Koehler (Gartenarchitekt) (1913–1965), deutscher Gartenarchitekt
- Horst Köhler (Diplomat) (1924–1984), deutscher Diplomat
- Horst Köhler (Fußballspieler, 1927) (* 1927), deutscher Fußballspieler
- Horst Köhler (Reiter) (* 1938), deutscher Dressurreiter
- Horst Köhler (1943–2025), deutscher Ökonom und Politiker (CDU), Bundespräsident von 2004 bis 2010
- Horst Köhler (Fußballspieler, 1948) (* 1948),  deutscher Fußballspieler
- Horst Köhler, bekannt als Guildo Horn (* 1963), deutscher Schlagersänger und Musiktherapeut

### I
- Ilse Köhler-Rollefson (* 1953), deutsche ethnologische Veterinärin
- Ines Köhler-Zülch (1941–2019), deutsche Autorin
- Ingeborg Köhler-Rieckenberg (1914–2015), deutsche Volkswirtin
- Irene Köhler (1918–1984), deutsche Parteifunktionärin (SED)

### J
- Jacob Johann Köhler (1698–1757), estnischer Drucker und Herausgeber
- Jan Köhler (Fußballspieler) (* 1971), deutscher Fußballspieler
- Jan Köhler (Politiker) (* 1975), deutscher Jurist und Politiker (Bündnis 90/Die Grünen)
- Jana Koehler (* 1963), deutsch-schweizerische Informatikerin
- Jana Köhler (* 1986), deutsche Beachvolleyballspielerin
- Janet Köhler (* 1987), deutsche Badmintonspielerin
- Joachim Köhler (1935–2024), deutscher Theologe
- Joachim Köhler (Philosoph) (* 1952), deutscher Philosoph und Autor
- Johan Köhler (1818–1873), niederländischer General
- Johann Köhler (Politiker) (1751–1814), deutscher Politiker
- Johann Köhler (Wirtschaftswissenschaftler) (1920–2007), deutscher Wirtschaftswissenschaftler
- Johann August Köhler (1805–1886), deutscher evangelisch-lutherischer Pfarrer, Lehrer und Autor
- Johann Bernhard Köhler (1742–1802), deutscher Orientalist
- Johann Christian Köhler (1714–1761), deutscher Orgelbauer
- Johann David Köhler (1684–1755), deutscher Historiker
- Johann Friedrich Köhler (Geistlicher) (1756–1820), deutscher Pastor und Schriftsteller
- Johann Friedrich Wilhelm Köhler (1753–1819), preußischer Verwaltungsbeamter, Generalfiskal
- Johann Gottfried Köhler (1745–1800), deutscher Astronom
- Johann Heinrich Köhler (1669–1736), sächsischer Goldschmied und Hofjuwelier
- Johann Jakob Köhler (1712–1779), sächsischer Theologe und Historiker
- Johann Tobias Köhler (1720–1768), deutscher Numismatiker
- Johanna Köhler (* 1939), deutsche Politikerin (CDU)
- Johannes Köhler (Architekt, 1855) (1855–1925), deutscher Architekt und Baugewerkeschullehrer
- Johannes Köhler (Architekt, 1874) (1874–1952), deutscher Architekt und Baubeamter
- Johannes Köhler (Politiker), deutscher Politiker, MdL Mecklenburg-Strelitz
- Johannes Köhler (Maler) (auch Joannès Koehler; 1896–1976), deutscher Maler
- Johannes Ernst Köhler (1910–1990), deutscher Organist, Kantor und Hochschullehrer
- Johannes R. Köhler (1933–2022), deutscher Musiker, Komponist und Lyriker
- Jörg Köhler (1960–2005), deutscher Radrennfahrer
- Jörn Köhler (* 1970), deutscher Herpetologe
- Josef Köhler (Jurist) (1863–1917), österreichischer Jurist und Richter
- Josef Köhler (Politiker), österreichischer Politiker, Bezirksvorsteher von Favoriten (1935–1938)
- Josef Köhler (Maler) (* 1963/64), deutscher Maler (Hochdruckreiniger)
- Joseph Köhler (Hotelier) (1904–2001), deutscher Hotelier
- Joseph Köhler (Politiker) (1920–2011), deutscher Politiker (CDU)
- Julia-Maria Köhler (* 1978), deutsche Schauspielerin
- Juliane Köhler (Schauspielerin) (* 1965), deutsche Schauspielerin
- Juliane Köhler (Künstlerin) (* 1974), deutsche Bildhauerin und Malerin
- Julius Köhler (Architekt, 1816) (1816–1882), deutscher Architekt
- Julius Köhler (Unternehmer) (vor 1857–1909), deutscher Unternehmer und Firmengründer
- Julius Köhler (Theologe) (1869–1947), deutscher Theologe
- Julius Köhler (Maler) (1873–nach 1929), österreichischer Maler
- Julius Köhler (Architekt, 1878) (1878–1952), deutscher Architekt
- Jürgen Köhler (Kanute) (* 1946), deutscher Kanute und Trainer
- Jürgen Köhler (Zeichner) (* 1954), deutscher Zeichner
- Jürgen Köhler (Manager) (* 1960), deutscher Industriemanager

### K
- Kara-Christin Köhler (* 1993), deutsche Romanautorin
- Karen Köhler (* 1974), deutsche Schauspielerin, Illustratorin, Performance-Künstlerin, Theaterautorin und Schriftstellerin
- Karl Köhler (Theologe, 1799) (1799–1847), deutscher evangelischer Theologe und Politiker, MdL Hessen
- Karl Köhler (Politiker, 1815) (1815–1894), deutscher Politiker, MdL Hessen
- Karl Köhler (Kostümkundler) (1825–1876), deutscher Kostümkundler und Illustrator
- Karl Köhler (Theologe, 1832) (1832–1895), deutscher evangelischer Theologe
- Karl Köhler (Jurist) (1847–1912), deutscher Jurist, erster Präsident des Kaiserlichen Gesundheitsamtes
- Karl Köhler (Politiker, 1868) (1868–1944), deutscher Politiker (SPD), MdL Mecklenburg-Schwerin
- Karl Köhler (Politiker, 1875) (1875–1942), österreichischer Politiker
- Karl Köhler (Ingenieur) (1882–1964), deutscher Küchenkonstrukteur
- Karl Köhler (Maler, 1906) (1906–1993), deutscher Maler und Hochschullehrer
- Karl Köhler (Musiker, I), deutscher Musiker und Dirigent
- Karl Köhler (Maler, 1914) (1914–1991), deutscher Maler
- Karl Köhler (Musiker, 1919) (1919–2018), deutscher Organist
- Karl Köhler (Fußballspieler) (* 1928), deutscher Fußballspieler
- Karl A. Köhler (* 1942), deutscher Diplomat
- Karl Christian Köhler (1827–1890), deutscher Maler und Kunstverleger
- Karl-Erik Köhler (1895–1958), deutscher General
- Karl Franz Koehler (1843–1897), deutscher Buchhändler und Barsortimenter (Enkel von Karl Franz Gottfried Koehler)
- Karl Franz Gottfried Koehler (1764–1833), deutscher Verleger
- Karl Friedrich Köhler (1807–1889), deutscher Pfarrer, Bibliothekar und Historiker
- Karl-Heinz Köhler (Musikwissenschaftler) (1928–1997), deutscher Musikwissenschaftler
- Karl-Heinz Köhler (Maler) (* 1937), deutscher Maler und Lithograf
- Karl-Heinz Köhler (Lehrer) (* 1943), deutscher Lehrer und Entwicklungshelfer
- Karl-Ulrich Köhler (* 1956), deutscher Industriemanager
- Käthe Köhler (1913–2001), deutsche Wasserspringerin
- Kevin Köhler (* 1987), deutscher Musicalsänger
- Klaus Köhler (Leichtathlet), deutscher Marathonläufer
- Klaus Köhler (Chemiker) (* 1959), deutscher Chemiker
- Klaus Köhler-Achenbach (1912–1988), deutscher Maler
- Klaus-Dieter Köhler (* 1959), deutscher Theaterregisseur und Autor
- Klaus-Peter Köhler (* 1943), deutscher Politiker (FDP)
- Kristina Köhler (* 1977), deutsche Politikerin (CDU), siehe Kristina Schröder
- Krzysztof Koehler (* 1963), polnischer Lyriker, Literaturkritiker, Drehbuchautor und Essayist
- Kurt Köhler (1911–1990), deutscher Widerstandskämpfer

### L
- Leon Köhler (Rennfahrer) (* 1999), deutscher Rennfahrer
- Leon Köhler (Eishockeyspieler) (* 2000), deutscher Eishockeyspieler
- Lorenz Christian Köhler (* 1972), deutscher Schauspieler, Regisseur und Produzent
- Lothar Köhler (Sportfunktionär) (1925–2008), deutscher Sportfunktionär
- Lothar Köhler (Politiker) (* 1938), deutscher Politiker (LDPD), MdV
- Lotte Köhler (1925–2022), deutsche Psychoanalytikerin und Unternehmerin
- Lotte Köhler (Germanistin) (1919–2011), deutsch-amerikanische Germanistin sowie Vertraute und Nachlassverwalterin von Hannah Arendt
- Louis Köhler (1820–1886), deutscher Klavierpädagoge
- Ludwig Köhler (Schriftsteller) (1819–1864), deutscher Schriftsteller
- Ludwig von Köhler (1868–1953), deutscher Rechtswissenschaftler, Beamter und Politiker
- Ludwig Köhler (Theologe) (1880–1956), deutscher Theologe
- Ludwig Köhler (Funktionär) (1880–1967), sudetendeutscher Krankenkassenfunktionär, Botaniker und Mundartdichter
- Ludwig Köhler (Politiker), deutscher Politiker (NSDAP), MdL Mecklenburg-Strelitz
- Lukas Köhler (* 1986), deutscher Politiker (FDP), MdB
- Lutz Köhler (Dirigent) (* 1945), deutscher Dirigent und Hochschullehrer
- Lutz Köhler (Informatiker) (* 1961), deutscher Medieninformatiker und Hochschullehrer
- Lutz Köhler (Politiker) (* 1982), deutscher Politiker (CDU)

### M
- Maik Köhler (1976–2021), deutscher Kommunalpolitiker
- Manfred Köhler (Landschaftsarchitekt) (* 1955), deutscher Landschaftsarchitekt, Ökologe und Planer
- Manfred Köhler (Journalist) (* 1961), deutscher Journalist
- Manfred Köhler (* 1964), deutscher verurteilter Holocaustleugner, siehe Germar Rudolf
- Manfred R. Köhler (1927–1991), deutscher Synchronregisseur, Drehbuchautor und Filmregisseur
- Marcus Köhler (Historiker) (* 1965), deutscher Gartenhistoriker
- Marcus Köhler (* 1967), deutscher Jurist und Richter am Bundesgerichtshof
- Marga Köhler (1867–1921), deutsche Schauspielerin
- Margarete Koehler-Bittkow (1897–1964), deutsche Textilkünstlerin und Malerin
- Maria João Koehler (* 1992), portugiesische Tennisspielerin
- Maria Theresia Köhler (1855–1917), Generaloberin im Orden der barmherzigen Schwestern vom hl. Vinzenz von Paul
- Marina Köhler (* 1954), deutsche Schauspielerin und Synchronsprecherin
- Max Köhler (Architekt) (1867–1939), deutscher Architekt
- Max Köhler (Unternehmer, 1876) (1876–nach 1946), deutscher Unternehmer
- Max Köhler (Dirigent) (1879–1962), österreichischer Dirigent (Landestheater Innsbruck)
- Max Köhler (Zeichner) (1886–1920), deutscher Künstler
- Max Köhler (Politiker) (1897–1975), deutscher Politiker (KPD, KPD-O, SAPD, SPD)
- Max Köhler (Unternehmer, II), deutscher Unternehmer und Gerechter unter den Völkern
- Max Köhler (Maler) (1942–2015), deutscher Maler
- Max Frischeisen-Köhler (1878–1923), deutscher Philosoph, Psychologe und Pädagoge
- Maxim Köhler (1908–1959), deutscher Maler und Grafiker
- Mela Köhler (1885–1960), österreichische Malerin und Grafikerin
- Melanie Matzies-Köhler (* 1972), Psychologin, Sachbuchautorin und Politikerin (BSW), MdL Brandenburg
- Michael Köhler (Theologe) (1843–1924), deutscher Sprachendozent und Dompropst
- Michael Köhler (Rennrodler) (* 1944), deutscher Rennrodler
- Michael Köhler (Jurist) (1945–2022), deutscher Rechtswissenschaftler und Rechtsphilosoph
- Michael Köhler (Autor) (1946–2005), deutscher Autor, Publizist und Ausstellungskurator
- Michael Köhler (Chemiker) (* 1956), deutscher Chemiker
- Michael Köhler (Islamwissenschaftler) (* 1958), deutscher Islamwissenschaftler und EU-Beamter
- Michael Köhler (Moderator) (* 1961), deutscher Autor, Journalist und Hörfunkmoderator
- Michael Köhler (Dirigent) (* 1965), deutscher Dirigent
- Michael Köhler (Historiker) (* 1971), Schweizer Historiker
- Michael Köhler (Handballspieler) (* 1984), deutscher Handballspieler
- Minna Köhler-Roeber (1883–1957), deutsche Malerin

### N
- Nino Köhler (* um 1986), deutscher Attentäter, siehe Sprengstoffanschläge in Dresden 2016

### O
- Oskar Köhler (Politiker) (1861–1930), deutscher Gutsbesitzer und Politiker
- Oskar Köhler (Historiker) (1909–1996), deutscher katholischer Historiker
- Oswald Köhler (1851–?), deutscher Philosoph und Autor
- Oswin Köhler (1911–1996), deutscher Afrikanist
- Otto Köhler (Techniker), deutscher Techniker, Hochschullehrer und Kritiker von Rudolf Diesel
- Otto Koehler (Verhaltensforscher) (1889–1974), deutscher Zoologe und Ethologe
- Otto Köhler (Politiker) (1897–1960), deutscher Politiker (DVP, NSDAP, FDP)
- Otto Köhler (Sänger) (1903–1976), deutscher Sänger (Bariton) und Gesangspädagoge
- Otto Koehler, eigentlicher Name von Theo Balden (1904–1995), deutscher Maler
- Otto Köhler (Journalist) (* 1935), deutscher Journalist

### P
- Paul Köhler (Architekt) (?–1888), deutscher Architekt
- Paul Köhler (Geistlicher) (1848–1926), deutscher evangelischer Pfarrer und Generalsuperintendent
- Paul Koehler (Mediziner) (1864–1940), deutscher Orthopäde
- Paul Köhler (Heimatforscher) (1883–1954), deutscher Lehrer, Archivar und Heimatforscher
- Paul Köhler (General) (1906–2001), deutscher Generalmajor und Ministerialbeamter
- Paul Koehler (Musiker) (Paul Adam Koehler; * 1983), kanadischer Schlagzeuger und Unternehmer
- Peter Köhler (Mathematiker) (* 1948), deutscher Mathematiker
- Peter Köhler (Schriftsteller) (* 1957), deutscher Schriftsteller
- Peter Köhler (Fußballspieler) (* 1963), deutscher Fußballspieler
- Philipp Köhler (1859–1911), deutscher Landwirt und Politiker, MdR
- Philomena Köhler, Geburtsname von Philomena Franz (1922–2022), deutsche Sintizza, Auschwitz-Überlebende, Zeitzeugin und Autorin

### R
- Reinhard Köhler (Politiker) (1818–1866), deutscher Politiker
- Reinhard Köhler (* 1951), deutscher Sprachwissenschaftler
- Reinhold Köhler (Mediziner) (1825–1873), deutscher Mediziner und Hochschullehrer
- Reinhold Köhler (1830–1892), deutscher Literaturhistoriker und Bibliothekar
- Reinhold Koehler (Künstler) (1919–1970), deutscher bildender Künstler
- Renate Köhler (1938–2014), deutsche Politikerin (DVU)
- Renate Koehler (* 1945), deutsche Schauspielerin und Moderatorin
- Richard Köhler (Landschaftsarchitekt) (1863–1930), deutscher Landschaftsarchitekt
- Richard Köhler (Politiker) (1886–1964), tschechoslowakischer Politiker
- Richard Köhler (SS-Mitglied) (1916–1948), deutscher SS-Unterscharführer
- Richard Köhler (Deserteur) (1928?–1945), Deserteur der Wehrmacht, von einem SS-Kommando standrechtlich erschossen
- Richard Köhler (Wirtschaftswissenschaftler) (1936–2020), deutscher Wirtschaftswissenschaftler
- Robert Koehler (Maler) (Robert Köhler; 1850–1917), deutschamerikanischer Maler
- Robert Köhler (Mediziner) (1884–1955), österreichischer Gynäkologe und Hochschullehrer; 1938/39 Emigration in die USA
- Robert Köhler (* 1993), deutscher Schauspieler
- Robert J. Koehler (1949–2015), deutscher Manager
- Roland Köhler (Verleger) (* 1955), Schweizer Verleger
- Roland Köhler (Trainer) (* 1956), deutscher Ju-Jutsu-Trainer
- Rolf Köhler (Genealoge) (1916–1992), deutscher Genealoge
- Rolf Köhler (Physiker) (* 1942), deutscher Physiker, erst ZIE, dann Lehrstuhl an der Humboldt-Universität
- Rolf Köhler (Musiker) (1951–2007), deutscher Sänger und Musiker
- Rolf Köhler (Illustrator) (* 1952), deutscher Zeichner und Illustrator
- Rolf-Georg Köhler (* 1951), deutscher Politiker (SPD), Oberbürgermeister von Göttingen
- Rudolf Köhler (Politiker) (1865–1928), deutscher Politiker, Bürgermeister von Plettenberg
- Rudolf Köhler (Fabrikant) (1898–nach 1967), deutscher Papierfabrikant
- Rudolf Köhler (Geistlicher) (1899–1992), deutscher Pfarrer und Anthroposoph
- Rudolf Köhler (Jurist) (1902–nach 1967), deutscher Jurist, Philosoph und Verlagskaufmann
- Rudolf Köhler (Ingenieur) (1902–1972), deutscher Ingenieur, Fabrikant und Firmengründer
- Rudolf Köhler (Fußballspieler) (* 1939), deutscher Fußballspieler
- Ruth Köhler-Irrgang (1900–1969), deutsche Schriftstellerin

### S
- Sarah Köhler (* 1994), deutsche Schwimmerin, siehe Sarah Wellbrock
- Siegfried Köhler (Dirigent) (1923–2017), deutscher Dirigent
- Siegfried Köhler (Komponist) (1927–1984), deutscher Komponist
- Siegfried Köhler (Radsportler) (* 1935), deutscher Radsportler
- Siegfried Köhler (Volleyballtrainer) (* 1944), deutscher Volleyballtrainer
- Silke Köhler, deutsche Ingenieurwissenschaftlerin und Hochschullehrerin, Vize-Präsidentin der Beuth Hochschule für Technik Berlin
- Sina-Mareen Köhler (* 1980), deutsche Erziehungswissenschaftlerin und Hochschullehrerin
- Stefan Köhler (Politiker) (* 1967), deutscher Politiker (CSU), MdEP
- Stefan Köhler (Footballspieler) (* 1981), deutscher American-Football-Spieler
- Stefan Köhler (Volleyballspieler) (* 1989), deutscher Volleyball- und Beachvolleyballspieler
- Stephen Koehler (* 1964), US-amerikanischer Admiral
- Sven Köhler (Fußballspieler, 1966) (* 1966), deutscher Fußballspieler
- Sven Köhler (Fußballspieler, 1996) (* 1996), deutscher Fußballspieler
- Synke Köhler (* 1970), deutsche Schriftstellerin

### T
- Ted Koehler (1894–1973), US-amerikanischer Pianist und Liedtexter
- Theo Köhler (1883–nach 1970), deutscher Unternehmer
- Theodor Köhler (Politiker), Mitglied des Landtags des Herzogtums Sachsen-Altenburg
- Theodor Köhler (Komponist) (* 1974), deutscher Komponist, Herausgeber und Dozent
- Theodor Heinz Köhler (1918–1944), deutscher Schriftsteller
- Theodor Wolfram Köhler (* 1936), deutscher Psychologe, Theologe und Hochschullehrer
- Thomas Köhler (Rennrodler) (* 1940), deutscher Rennrodler und Sportfunktionär
- Thomas Köhler (Psychologe) (* 1949), deutscher Psychologe, Mediziner und Mathematiker
- Thomas Köhler (Hörspielregisseur), deutscher Hörspielregisseur
- Thomas Köhler (Kunsthistoriker) (* 1966), deutscher Kunsthistoriker und Kurator
- Thomas Köhler (Schriftsteller) (* 1966), deutscher Schriftsteller und Drehbuchautor
- Thomas Köhler (Fußballspieler) (* 1967), deutscher Fußballspieler und -trainer
- Thomas R. Köhler, deutscher Sachbuchautor, Unternehmensberater und Hochschullehrer
- Thorge Koehler (* 1987), deutscher Verwaltungsjurist und Leiter des Landesamtes für Verfassungsschutz Bremen
- Thorsten Köhler (* 1978), deutscher Schauspieler
- Tilmann Köhler (* 1979), deutscher Regisseur
- Tim Köhler, deutscher DJ, siehe Big Tim
- Tim Köhler (* 2005), deutscher Fußballspieler
- Trevor Koehler (1936–1975), US-amerikanischer Jazzmusiker

### U
- Uli Köhler (* 1951), deutscher Sportreporter und Fernsehkommentator
- Ulrich Köhler (Historiker) (1838–1903), deutscher Althistoriker und Epigraphiker
- Ulrich Köhler (Ethnologe) (1937–2016), deutscher Ethnologe
- Ulrich Koehler (* 1954), deutscher Politiker (FDP)
- Ulrich Köhler (Regisseur) (* 1969), deutscher Regisseur
- Ulrike Köhler, deutsche Juristin und Richterin am Bundesfinanzhof
- Ursula Rößler-Köhler (1947–2019), deutsche Ägyptologin

### V
- Volkmar Köhler (1930–2012), deutscher Politiker (CDU)

### W
- W. Alexander Köhler (1885–1931), deutscher Theaterschauspieler und Kunstkritiker
- Waldo Köhler (1909–1992), deutscher Maler und Grafiker
- Walter Köhler (Maler) (1883–nach 1931), deutscher Maler, Zeichner und Grafiker
- Walter Köhler (Fabrikant) (1884–??), deutscher Nähmaschinenfabrikant und Romancier
- Walter Köhler (Politiker, I), deutscher Politiker (ASPD, SPD)
- Walter Köhler (Politiker, 1897) (1897–1989), deutscher Politiker (NSDAP)
- Walter Köhler (Badminton), deutscher Badmintonspieler
- Walter Köhler (Filmproduzent), österreichischer Filmproduzent
- Walther Köhler (1870–1946), deutscher Theologe
- Walther Koehler (1882–1970), deutscher Konteradmiral
- Wedeli Köhler (1949–2011), deutscher Gypsy-Jazzmusiker
- Wenzel Köhler (Philologe) († 1546), deutscher Humanist, Philologe und Mediziner
- Wenzel Köhler (Politiker) (1906–1987), deutscher Politiker (GB/BHE), Mitglied des Bayerischen Landtags von 27. November 1950 bis 6. Dezember 1962
- Werner Köhler (Journalist) (1889–1940), deutscher Journalist, Fotograf und Autor
- Werner Köhler (Fußballspieler) (* 1920), deutscher Fußballspieler
- Werner Köhler (Mediziner) (1929–2021), deutscher Mediziner, Mikrobiologe und Medizinhistoriker
- Werner Köhler (Diplomat) (* 1954), deutscher Diplomat
- Werner Köhler (Verleger) (* 1956), deutscher Schriftsteller und Verleger
- Werner Köhler (Physiker), deutscher Physiker und Hochschullehrer
- Werner Köhler (Politiker), deutscher Politiker (Bündnis 90/Die Grünen)
- Wilhelm Köhler (Theologe) (1799–1847), deutscher Theologe und Politiker, MdL Hessen
- Wilhelm Köhler (Musiker) (1852–1924), deutscher Kirchenmusiker, Organist und Komponist
- Wilhelm Köhler (Bergbauingenieur) (1853–1940), deutscher Bergbauingenieur
- Wilhelm Köhler (Politiker, 1856) (1856–nach 1904), deutscher Politiker (Zentrum), MdL Baden
- Wilhelm Köhler (Verwaltungsjurist) (1858–1945), deutscher Verwaltungsjurist
- Wilhelm Koehler (1884–1959), deutscher Kunsthistoriker
- Wilhelm Köhler (Philologe) (Wilhelm Otto David Köhler; 1886–1963), deutscher Klassischer Philologe und Lehrer
- Wilhelm Köhler (Gewichtheber), deutscher Gewichtheber
- Wilhelm Köhler (Unternehmer) (1897–1962), deutscher Ingenieur und Druckmaschinenunternehmer
- Wilhelm Köhler (Landrat) (1901–1985), deutscher Jurist und Landrat
- Wilhelm Ludwig Köhler (1821–1908), deutscher Jurist und Richter
- Willi Köhler (Journalist) (1907–1977), deutscher Journalist
- Willi Köhler (Maler) (1914–1976), deutscher Maler
- Willi Köhler (Politiker), deutscher Politiker (LDPD), MdV
- Willi Köhler (Fußballspieler), deutscher Fußballspieler
- Willibald Köhler (1886–1976), deutscher Schriftsteller und Lehrer
- Willy Köhler (Manager) (1907–1992), deutscher Manager
- Willy Köhler (Werbefachmann) (1908–1979), deutscher Werbefachmann
- Winfried Köhler (* 1930), deutscher Architekt
- Wolfgang Köhler (Psychologe) (1887–1967), deutsch-baltischer Psychologe
- Wolfgang Köhler (Komponist) (1923–2003), deutscher Komponist und Organist
- Wolfgang Köhler (Biostatistiker) (1941–2017), deutscher Mathematiker und Biowissenschaftler
- Wolfgang Köhler (Journalist) (* 1947), deutscher Wirtschaftsjournalist
- Wolfgang Köhler (Pianist) (* 1960), deutscher Jazzpianist
- Wolfram Köhler (Journalist) (1924–1999), deutscher Journalist und Medienwissenschaftler
- Wolfram Köhler (Politiker) (* 1968), deutscher Politiker (CDU), Liedermacher und Sportmanager